# Alcanar (kommun)
Alcanar är en kommun i Spanien.   Den ligger i provinsen Província de Tarragona och regionen Katalonien, i den östra delen av landet, 400 km öster om huvudstaden Madrid. Antalet invånare är 10 658. Arean är 47 kvadratkilometer. Alcanar gränsar till Freginals, Sant Carles de la Ràpita, Ulldecona och Vinaròs. 
Terrängen i Alcanar är platt åt sydväst, men åt nordost är den kuperad.